# Schulpen
Schulpen is het in de lengterichting (vezelrichting) doorzagen van hout, in het bijzonder planken en balken.
Voorbeelden van zagen die veel gebruikt werden en worden voor schulpen zijn de schulpzaag, de spanzaag en de cirkelzaagmachine.